# Neurorehabilitation and Neural Repair
Neurorehabilitation and Neural Repair è una rivista medica sottoposta a revisione paritaria, che pubblica articoli nei campi della riabilitazione e della neurologia clinica.
Il caporedattore è Randolph J. Nudo, PhD (Università del Kansas Medical Center).
È stata fondata nel 1987 ed è attualmente pubblicata da SAGE Publications in collaborazione con l'American Society of Neurorehabilitation.

## Indicizzazione
Gli abstract e gli articoli della rivista sono indicizzati da: Scopus, Index Medicus, MEDLINE e Science Citation Index.
Secondo il Journal Citation Reports, il fattore di impatto nel 2017 è stato pari a 4,711, collocandosi al primo posto fra 65 riviste censite nella categoria "Riabilitazione" e al 32° su 197 presenti nella categoria "Neurologia Clinica".
Al 2025 l'indice H è stato pari a 128.